# Sparisoma radians
Sparisoma radians là một loài cá biển thuộc chi Sparisoma trong họ Cá mó. Loài này được mô tả lần đầu tiên vào năm 1840.

## Từ nguyên
Từ định danh của loài trong tiếng Latinh có nghĩa là "tỏa ra", hàm ý có lẽ đề cập đến bốn răng nanh sau ở mỗi hàm hướng ngược về phía sau.

## Phạm vi phân bố và môi trường sống
S. radians được ghi nhận từ bang Florida (Hoa Kỳ) và Bermuda trải dài về phía nam đến vịnh México, biển Caribe (bao gồm toàn bộ Antilles), dọc theo bờ biển Brasil đến bang Santa Catarina, bao gồm quần đảo Fernando de Noronha (chưa chắc chắn) và đảo san hô Rocas.
S. radians sống trong những thảm cỏ biển, hiếm khi gần các rạn san hô, và có thể được tìm thấy ở cả rừng ngập mặn, độ sâu đến ít nhất là 12 m.

## Mô tả
S. radians có chiều dài cơ thể tối đa được biết đến là 20 cm. S. radians đực trưởng thành có màu nâu xanh lục, một số lớp vảy có viền hơi đỏ; có viền màu xanh lam ở mắt; có một vệt xanh và đỏ từ mắt băng xuống đến hàm trên; gốc vây ngực có đốm đen; một vạch đen ở rìa sau vây đuôi. Cá cái và cá đực nhỏ có màu vàng nâu hoặc nâu xám, có thể lốm đốm các vệt sáng và sẫm màu, không sặc sỡ như cá đực trưởng thành.
Số gai vây lưng: 9; Số tia vây ở vây lưng: 10; Số gai vây hậu môn: 3; Số tia vây ở vây hậu môn: 9.

## Sinh thái học
Thức ăn của S. radians là tảo và cỏ biển. Thalassia testudinum là nguồn thức ăn chủ yếu của loài cá này, đặc biệt là những chồi cỏ có nồng độ nitơ cao.
S. radians thường hợp thành từng nhóm nhỏ. Cá đực có thể sống theo chế độ hậu cung, gồm nhiều con cá cái cùng sống trong lãnh thổ của một con cá đực trưởng thành.

## Thương mại
S. radians thỉnh thoảng được đánh bắt trong ngành buôn bán cá cảnh.